# Dimitri Payet

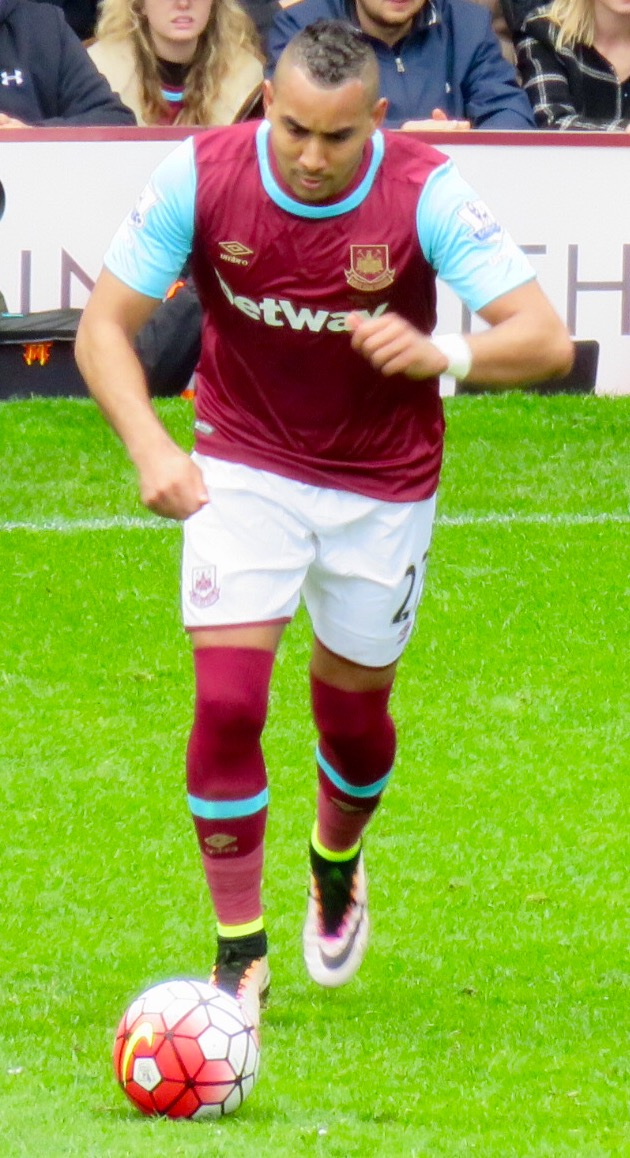
Florent Dimitri Payet

Florent Dimitri Payet (Saint-Pierre, Reunió, 29 de març de 1987) és un futbolista professional francès que juga d'extrem i el seu equip actual és l'Olympique de Marsella de la Ligue 1 francesa.

## Trajectòria

### Els inicis
El seu primer equip va ser Le Havre, es va unir quan només tenia 12 anys, però 4 anys més tard, el 2003, va haver de tornar a on va néixer. Va fer el seu debut en la Primera Divisió al març de 2004 contra l'A. S. Marsouins, era una de les revelacions, ja que va fer 11 gols en 25 partits.
Al principi, ell era un dels quatre jugadors, seguit de L'Acadèmia de Futbol, era un espectacle d'emissió diària per al aficionat.

### FC Nantes
Reclutat pel Nantes, Dimitri torna a França durant el 2004 fins a la temporada 2005. Els seus esforços es van veure recompensats quan Serge Li Dizet, entrenador del Nantes', el va convocar per a un partit amb el primer equip. El 17 de desembre de 2005 Dimitri va fer el seu debut com a professional contra Girondins de Bordeaux que va acabar 0 a 0. Va ser cridat de nou per Serge Li Dizet contra el Metz i va aconseguir marcar el seu primer gol com a professional.
Després de la seva formació en el Nantes, Dimitri va renovar el seu contracte. La temporada 2006-07 és un dels jugadors més importants de l'equip marcant 5 gols i fent moltes assistencies amb només 33 partits. En aquesta època ja començava a apuntar per un bon jugador.
El descens del Nantes a la Lligue 2 va obligar a unir-se al Saint-Étienne en l'estiu de 2007. La transferència s'acompanya d'un contracte de 4 anys en un cost de prop de 4 milions d'euros.

## Clubs
| Club                  | País          | Any            | Partits | Gols | Asist. | Prom. |
| --------------------- | ------------- | -------------- | ------- | ---- | ------ | ----- |
| FC Nantes             | França        | 2005 - 2007    | 33      | 5    | 0      | 0.15  |
| Saint-Étienne         | França        | 2007 - 2011    | 148     | 25   | 18     | 0.17  |
| Lille OSC             | França        | 2011 - 2013    | 95      | 19   | 30     | 0.20  |
| Olympique de Marsella | França        | 2013 - 2015    | 83      | 15   | 29     | 0.18  |
| West Ham United       | Anglaterra    | 2015 - Present | 17      | 6    | 6      | 0.50  |
| Total Carrera         | Total Carrera | Total Carrera  | 376     | 70   | 83     | 0.18  |

| Club                                  | Temporada                | Lliga   | Lliga | Lliga | Copa    | Copa | Copa  | Europa  | Europa | Europa | Total   | Total | Total |
| Club                                  | Temporada                | Partits | Gols  | Asist | Partits | Gols | Asist | Partits | Gols   | Asist  | Partits | Gols  | Asist |
| ------------------------------------- | ------------------------ | ------- | ----- | ----- | ------- | ---- | ----- | ------- | ------ | ------ | ------- | ----- | ----- |
| Football Club de Nantes               | 2005–06                  | 3       | 1     | 0     | -       | -    | -     | -       | -      | -      | 3       | 0     | 1     |
| Football Club Nantes                  | 2006–07                  | 30      | 4     | 3     | -       | -    | -     | -       | -      | -      | 30      | 4     | 2     |
| Total en la seva carrera              | Total en la seva carrera | 33      | 5     | 3     | -       | -    | -     | -       | -      | -      | 33      | 5     | 3     |
| Association Sportive de Saint-Étienne | 2007–08                  | 31      | 0     | 6     | -       | -    | -     | -       | -      | -      | 31      | 0     | 6     |
| Association Sportive de Saint-Étienne | 2008–09                  | 30      | 4     | 8     | 2       | 0    | 0     | 10      | 3      | 5      | 42      | 7     | 13    |
| Association Sportive de Saint-Étienne | 2009–10                  | 35      | 2     | 6     | 6       | 3    | 0     | -       | -      | -      | 41      | 5     | 6     |
| Association Sportive de Saint-Étienne | 2010–11                  | 33      | 13    | 6     | 1       | 0    | 0     | -       | -      | -      | 34      | 13    | 6     |
| Total en la seva carrera              | Total en la seva carrera | 129     | 19    | 26    | 9       | 3    | 0     | 10      | 3      | 5      | 148     | 25    | 31    |
| Lille Olympique Sporting Club         | 2011–12                  | 33      | 6     | 8     | 6       | 0    | 0     | 4       | 0      | 0      | 43      | 6     | 8     |
| Lille Olympique Sporting Club         | 2012–13                  | 38      | 12    | 18    | 6       | 1    | 3     | 8       | 0      | 1      | 52      | 12    | 22    |
| Total en la seva carrera              | Total en la seva carrera | 71      | 18    | 26    | 12      | 1    | 3     | 12      | 0      | 1      | 95      | 19    | 30    |
| Olympique de Marsella                 | 2013–14                  | 36      | 8     | 6     | 4       | 0    | 1     | 5       | 0      | 1      | 45      | 8     | 8     |
| Olympique de Marsella                 | 2013–14                  | 36      | 7     | 21    | 2       | 0    | 0     | -       | -      | -      | 36      | 7     | 21    |
| Total en la seva carrera              | Total en la seva carrera | 72      | 15    | 27    | 6       | 0    | 1     | 5       | 0      | 1      | 81      | 15    | 29    |
| West Ham United Football Club         | 2015–16                  | 27      | 9     | 9     | 7       | 3    | 2     | 1       | 0      | 1      | 35      | 12    | 12    |
| Total en la seva carrera              | Total en la seva carrera | 27      | 9     | 9     | 7       | 3    | 2     | 1       | 0      | 1      | 35      | 12    | 12    |
| Total en la seva carrera              | Total en la seva carrera | 332     | 66    | 71    | 34      | 7    | 6     | 28      | 3      | 8      | 385     | 73    | 85    |